# Daniel Moska Arreola
Daniel Moska Arreola (Ciudad Constitución, Baja California Sur; siglo XX) es profesor y director del Tecnológico de Monterrey, institución que ha creado varios programas educativos y de negocios tanto en la institución como fuera de ella. 

## Biografía
Moska Arreola es originario de Ciudad Constitución, Baja California Sur. Su padre trabajó como gerente de banco y posteriormente, en 1975 fue Presidente Municipal, justo cuando la región era prospera en plantio de algodón. De niño, Moska trabajó en una panadería Estudió preparatoria en el Tecnológico de Monterrey. Posteriormente se fue a estudiar una segunda Maestría y un doctorado en finanzas en la Universidad de Tulane, Texas.
Aunque trabajó como gerente en Aceros Santa Rosa y fue jefe administrativo de información en la planta de Gamesa en Monterrey, el foco de su carrera ha sido hacia su alma mater. Ha impartido clases en profesional y posgrado en las materias de finanzas, información financiera para toma de decisiones por los cuales ha recibido premios en 1994 y 2001. Ha sido profesor visitante en la Baylor University de Texas, así como en la ESCP-EAP European School of Management de París. Ha impartido clases en Centroamérica y Sudamérica
El primer puesto administrativo que tuvo e Moska Arreola fue el de director del departamento de contabilidad y finanzas en Campus Monterrey. Posteriormente fue director de la escuela de negocios en el Guadalajara campus.  En esa instancia creó el programa de doctorado in administración publica y fundo el Centro de Consultoría e Investigación Empresarial y Financiera (Business Consulting and Research Center), la Aceleradora de Empresa (Business Accelerator), el Club de Inversionistas (Investers’ Club) y el Programa de Líderes Académicos (Academic Leaders’ Program).
En el 2008, fue nombrado director de la escuela de negocios del los campus de la Ciudad de México. En el Campus Ciudad de México y el Campus Santa Fe, trabajo en aplicaciones de tecnología móvil para el aprendizaje así como el desarrollo del Centro de Consultoría e Innovación Empresarial y Financiera (Financial and Business Center for Consulting and Innovation and the Parque Empresarial(Entrepreneur Park). Ganó el Premio Nacional de Exportación en 2010 para el Campus Ciudad de México
En 2010 fue nombrado director del Campus Santa Fe.
Moska Arreola ha participado en diversas alianzas dentro y fuera del sistema Tec de Monterrey. Es director fundador del programa de Reportes Financieros Burkenroad con el Tec de Monterrey, el cual fue desarrollado en conjunción con el Banco Internacional de Reconstrucción y Fomento, la Universidad de Tulane, la Universidad de los Andes en Colombia y el Instituto de Estudios Superiores de Administración en Venezuela. Es miembro del comité técnico para el proyecto de las Mejores Empresas Mexicanas, colaborando con Deloitte, Banamex, Grupo Imagen y el Tec de Monterrey.
Ha sido invitado a hablar sobre distintos temas en varias conferencias en México y en el extranjero. Fue presidente del Instituto de Contadores Públicos en Nuevo León, una afiliada del Instituto Mexicano de Contadores Públicos y es miembro de la Comisión de Principios de Contabilidad del Instituto Mexicano de Contadores Públicos.